# 塞勒姆高地 (印第安納州)
塞勒姆高地（英語：Salem Heights）是位於美國印地安納州拉波特縣的一個非建制地區。該地的面積和人口皆未知。